# Lithomerus
Lithomerus is een geslacht van kevers uit de familie  
kniptorren (Elateridae).
Het geslacht is voor het eerst wetenschappelijk beschreven in 1980 door Dolin.

## Soorten
Het geslacht omvat de volgende soorten:
- Lithomerus brevicollis Dolin in Dolin, Panfilov, Ponomarenko & Pritykina, 1980
- Lithomerus buyssoni Dolin & Nel, 2002
- Lithomerus cockerelli Dolin in Dolin, Panfilov, Ponomarenko & Pritykina, 1980
- Lithomerus contiguus Dolin in Dolin, Panfilov, Ponomarenko & Pritykina, 1980
- Lithomerus longulus Dolin in Dolin, Panfilov, Ponomarenko & Pritykina, 1980